# Mathieu Quiquerez
Mathieu „Maniac“ Quiquerez (* 29. Juni 1990) ist ein ehemaliger Schweizer E-Sportler.

## Karriere
Quiquerez war vor dem Umstieg auf Counter-Strike: Global Offensive im Jahr 2012 bis 2010 in Counter-Strike 1.6 und von 2010 bis 2012 in Counter-Strike: Source für kleinere Clans im Einsatz. So spielte er unter anderen 2010 für den Clan snook in der deutschen ESL Pro Series. In Counter-Strike: Global Offensive erreichte der unter dem Nickname Maniac spielende Schweizer bei mehreren Major-Turnieren die Finalrunde. Auf der DreamHack Winter 2013 erreichte Quiquerez mit seinem Team Recursive eSports den Einzug ins Viertelfinale. Gleiches gelang ihm bei der EMS One Katowice 2014 mit Team LDLC. Weiterhin für diese Organisation spielend scheiterte Maniac auf der ESL One Cologne 2014 mit seinem Team erst im Halbfinale. Anfang September 2014 wurde Quiquerez nach Umstrukturierungen in der französischen „Counter-Strike-Landschaft“ von Titan eSports aufgenommen. Unter der neuen Organisation konnte Quiquerez neben den Siegen auf der DreamHack Stockholm 2014 und bei der Gamers Assembly 2015 auch Podestplätze in den Turnieren von ESEA, Star Ladder und Gfinity London verbuchen. Am 23. September 2015 wurde Quiquerez bei Titan durch den Belgier Adil „ScreaM“ Benrlitom ersetzt.
Am 10. Januar 2016 wurde Quiquerez als Coach des CS:GO-Teams von Team EnVyUs vorgestellt.
Doch auch dieses Abenteuer war im Juni 2016 zu Ende, da er das aktive Spielen vermisse. Zwei Monate später gründete er deshalb mit Jesper „TENZKI“ Plougmann, Nicolai „glace“ Jensen, Casper „cadiaN“ Møller & Kevin „HS“ Tarn das Team Unity, welches rund 1 Monat später von Rogue.gg unter Vertrag genommen wurde. Die sportlichen Erfolge blieben aber aus und das Team entschied sich Quiquerez zu ersetzen.
Am 3. Februar 2017 wurde bekannt gegeben, dass Quiquerez den abgehenden Alexandre „xms“ Forté bei Team LDLC ersetzten wird. Quiquerez spielte 2013 schon für diese Organisation. Das Team gewann die ESports World Convention 2017.
Im Mai 2018 gab Quiquerez sein Karriereende bekannt. Anschließend war er als Kommentator tätig. Im September 2024 wurden Vorwürfe des sexuellen Übergriffs gegen ihn veröffentlicht, woraufhin sein Arbeitsverhältnis mit den Turnierorganisatoren Blast und PGL aufgelöst wurde.

## Erfolge (Auszug)
Die folgende Tabelle zeigt die wichtigsten Erfolge von Maniac. Da die Counter-Strike in Fünferteams gespielt wird, entsprechen die dargestellten Preisgelder ein Fünftel des gewonnenen Gesamtpreisgeldes des jeweiligen Teams.
| Jahr | Platz   | Turnier                                     | Team              | Persönliches Preisgeld |
| ---- | ------- | ------------------------------------------- | ----------------- | ---------------------- |
| 2013 | 5. – 8. | DreamHack Winter 2013                       | Recursive eSports | 2.000 $                |
| 2014 | 5. – 8. | EMS One Katowice 2014                       | Team LDLC         | 2.000 $                |
| 2014 | 1.      | DreamHack Valencia 2014                     | Team LDLC         | 1.200 €                |
| 2014 | 3. – 4. | ESL One Cologne 2014                        | Team LDLC         | 4.400 $                |
| 2014 | 1.      | DreamHack Stockholm 2014                    | Titan eSports     | 2.000 $                |
| 2014 | 3.      | SLTV StarSeries Season XI                   | Titan eSports     | 1.200 $                |
| 2015 | 2.      | ASUS ROG CS:GO Winter 2015                  | Titan eSports     | 1.400 $                |
| 2015 | 2.      | iOS Pantamera                               | Titan eSports     | 1.040 €                |
| 2015 | 1.      | Gamers Assembly 2015                        | Titan eSports     | 2.000 $                |
| 2015 | 2.      | ESL Pro League Winter 2014/15               | Titan eSports     | 1.400 $                |
| 2015 | 3.      | ESEA Season 18                              | Titan eSports     | 3.000 $                |
| 2015 | 3.      | Gfinity 2015 Spring Masters II              | Titan eSports     | 1.000 $                |
| 2015 | 9.      | ESL ESEA Pro League Season 1 EU Division    | Titan eSports     | 1.400 $                |
| 2015 | 3.      | Gaming Paradise 2015                        | Titan eSports     | 1.000 $                |
| 2015 | 5. – 6. | ESL ESEA Pro League Dubai Invitational 2015 | Titan eSports     | 2.500 $                |
| 2017 | 1.      | ESWC 2017                                   | Team LDLC         | 5.000 €                |

## Privates
Quiquerez hat einen Master-Abschluss in Arbeits- und Organisationspsychologie.